# Acalolepta fasciata
Acalolepta fasciata es una especie de escarabajo del género Acalolepta, familia Cerambycidae. Fue descrita científicamente por Montrouzier en 1857.
Habita en Islas Carolinas, Islas Salomón, Micronesia, Papúa Nueva Guinea y Samoa. Mide entre 12 y 22 mm. El período de vuelo de esta especie ocurre en los meses de enero, mayo y noviembre.
Se alimenta de árboles como Hevea brasiliensis, Artocarpus altilis y Ficus watkinsiana.